# لس میفیلد
لس میفیلد (انگلیسی: Les Mayfield؛ زادهٔ ۳۰ نوامبر ۱۹۵۹) کارگردان و تهیه‌کننده اهل آمریکا است. 

## فیلم‌شناسی

### آثار کارگردانی
- انسینو من (۱۹۹۲)
- معجزه در خیابان سی و چهارم (۱۹۹۴)
- فلابر (۱۹۹۷)[۱]
- برق‌آسا (۱۹۹۹)[۲]
- قانون‌شکنان آمریکایی (۲۰۰۱)
- مرد (۲۰۰۵)
- اسم رمز: پاک‌کننده (۲۰۰۷)